# Geranium macrostylum
Geranium macrostylum är en näveväxtart som beskrevs av Pierre Edmond Boissier. Geranium macrostylum ingår i släktet nävor, och familjen näveväxter. Inga underarter finns listade i Catalogue of Life.